# 위종기
위종기(魏鍾冀, 1893년 2월 ~ ?)는 일제강점기의 경찰 및 관료이다.

## 생애
함경남도 신흥군 출신으로, 1914년에 경성부의 경성고등보통학교 부설 임시교원양성소를 졸업했다. 학교 졸업 후 조선공립보통학교 훈도로 임명되어 함경남도 지역에 배치받아 교육계에서 이력을 시작했다.
함남 북청군의 북청공립보통학교와 신포군의 신포공립보통학교에서 약 5년간 근무한 뒤 1919년에 교직에서 물러났다. 이어 1920년대 들어 조선총독부 경무국에 채용되면서 경찰계로 전직하였다. 총독부 경무국 고등경찰과와 도서과에서 근무하였으며, 도서과에서는 검열 업무를 담당하였다.
경찰에서 약 10년 동안 근무한 끝에 1931년에 총독부 군수로 발탁되었다. 황해도 금천군과 장연군, 안악군, 송화군에서 차례로 군수를 지냈다. 송화군수를 마지막으로 1939년에 퇴직하였으며, 이때 정7위 훈6등에 서위되어 있었다.
2008년 발표된 민족문제연구소의 친일인명사전 수록예정자 명단 중 경찰 부문과 관료 부문에 포함되었다.

## 참고자료
- 위종기(魏鍾冀) - 국사편찬위원회